# Dbb-Lehrerverbände
Die Lehrerverbände im DBB Beamtenbund und Tarifunion sind in sechs Berufsverbänden organisiert:
- Verband Bildung und Erziehung (VBE) in Berlin
- Bundesverband der Lehrkräfte für Berufsbildung (BvLB) in Berlin
- Deutscher Philologenverband (DPhV) in Berlin
- Verband Deutscher Realschullehrer (VDR) in München
- Verband Hochschule und Wissenschaft (VHW)
- Katholische Erziehergemeinschaft (KEG) in München

Diese Lehrerverbände dürften zusammen mehr als 400.000 Lehrer organisieren.
Die Verbände BvLB, DPhV, VDR und KEG haben sich als Deutscher Lehrerverband (DL) im dbb zusammengeschlossen.
Die Geschäftsstelle ist in Berlin. Durch die Verschmelzung des Bundesverbandes der Lehrerinnen und Lehrer an Wirtschaftsschulen (VLW) und des Bundesverbandes der Lehrerinnen und Lehrer an beruflichen Schulen (BLBS) zum Bundesverband der Lehrkräfte für Berufsbildung (BvLB) sank die Mitgliederzahl des DL auf vier Verbände.
Die Lehrerverbände in Sachsen haben sich Ende 2006 zum Sächsischen Lehrerverband im VBE zusammengeschlossen. Er hat seinen Sitz in Radebeul und bezeichnet sich als größten Lehrerverband in Ostdeutschland.